# Dicée de Bornéo
Dicaeum monticolum
Espèce
Statut de conservation UICN

 LC  : Préoccupation mineure
Le Dicée de Bornéo (Dicaeum monticolum) est une espèce de passereau placée dans la famille des Dicaeidae.

## Répartition
On le trouve en Indonésie et Malaisie.

## Habitat
Il habite les forêts humides tropicales et subtropicales.